# William Bartram
William Bartram, född 20 april 1739, död 22 juli 1823, var en amerikansk naturalist, son till John Bartram.
Bartram föddes i Kingsessing, Pennsylvania. Han deltog i många resor med fadern, bland annat till Catskill Mountains och Florida, och blev redan som ung uppmärksammad för sina rikt detaljerade illustrationer av de växter som hans far samlade in. Auktorsnamnet W.Bartram kan användas för William Bartram i samband med ett vetenskapligt namn inom botaniken; se Wikipediaartiklar som länkar till auktorsnamnet.